# Olympische Winterspiele 2002/Eishockey (Herren)/Kader
Die Kader des olympischen Eishockeyturniers der Herren 2002, das vom 9. bis zum 24. Februar 2002 in den US-amerikanischen Städten West Valley City und Provo im Bundesstaat Utah ausgetragen wurde, bestanden aus insgesamt 322 Spielern in 14 Mannschaften. Demzufolge nominierte jedes Team ein 23-Mann-Aufgebot, das aus drei Torhütern und 20 Feldspielern bestand. Jedoch war es den Teams gestattet, bei Verletzungen weitere Spieler im Turnierverlauf nachzunominieren und die verletzten Spieler im Aufgebot zu ersetzen, wodurch die Gesamtzahl der Teilnehmer auf insgesamt 326 anwuchs. Zum zweiten Mal nach Nagano 1998 war es auch Spielern der nordamerikanischen Profiliga National Hockey League erlaubt, am Wettbewerb teilzunehmen.
Im Folgenden sind die Kader der Teams, nach Gruppen sortiert, ebenso aufgelistet wie der jeweilige Trainerstab und weitere Offizielle.

## Nominierungsverfahren
Vor dem Start des olympischen Eishockeyturniers musste jede teilnehmende Nation einen Kader benennen, der 20 Feldspieler und drei Torhüter für eine Maximalanzahl von 23 Akteuren umfasste. Die Verbände entschieden sich bei den Feldspielern zumeist für die Variante, die 13 Angreifer und sieben Verteidiger umfasste. De facto traten die acht Mannschaften der Vorrunde zum Beginn selbiger aber mit einem weitaus kleineren Aufgebot an, da die National Hockey League ihren Spielverlauf erst nach dem Beginn des Turniers unterbrach. Die europäischen Überseespieler rückten erst nach und nach in die Aufgebote und waren somit erst ab dem dritten Vorrundenspieltag einsatzfähig. So standen der Slowakei in ihren ersten beiden Spielen lediglich 16 Feldspieler zur Verfügung.
Insgesamt wurden im Turnierverlauf 326 Spieler in den Kadern der 14 Teams registriert, da es insgesamt vier Nachnominierungen – nämlich jeweils zwei bei den beiden Qualifikanten für die Zwischenrunde – gab. Beide Mannschaften wiesen somit ein Kontingent von 25 Spielern auf.
| Nation             | Angreifer | Verteidiger | Torhüter | Nachnominierungen |
| ------------------ | --------- | ----------- | -------- | ----------------- |
| Belarus            | 13        | 9           | 3        | 2                 |
| Deutschland        | 14        | 8           | 3        | 2                 |
| Finnland           | 13        | 7           | 3        | 0                 |
| Frankreich         | 13        | 7           | 3        | 0                 |
| Kanada             | 13        | 7           | 3        | 0                 |
| Lettland           | 11        | 9           | 3        | 0                 |
| Österreich         | 13        | 7           | 3        | 0                 |
| Russland           | 13        | 7           | 3        | 0                 |
| Schweden           | 13        | 7           | 3        | 0                 |
| Schweiz            | 12        | 8           | 3        | 0                 |
| Slowakei           | 13        | 7           | 3        | 0                 |
| Tschechien         | 13        | 7           | 3        | 0                 |
| Ukraine            | 13        | 7           | 3        | 0                 |
| Vereinigte Staaten | 13        | 7           | 3        | 0                 |

## Legende
| Allgemein   |                                                     |                                                     |                                                     |
| Nr.         | Trikotnummer des Spielers                           | Trikotnummer des Spielers                           | Trikotnummer des Spielers                           |
| Pos.        | Position des Spielers                               | F                                                   | Angreifer                                           |
| Pos.        | Position des Spielers                               | D                                                   | Verteidiger                                         |
| Team (Liga) | Vereinsmannschaft (und Liga) zu Beginn des Turniers | Vereinsmannschaft (und Liga) zu Beginn des Turniers | Vereinsmannschaft (und Liga) zu Beginn des Turniers |

| Statistiken |              |          |                   |
| Feldspieler | Feldspieler  | Torhüter | Torhüter          |
| Sp          | Spiele       | S        | Siege             |
| T           | Tore         | U        | Unentschieden     |
| V           | Vorlagen     | N        | Niederlagen       |
| Pkt         | Scorerpunkte | Min      | gespielte Minuten |
| SM          | Strafminuten | GT       | Gegentore         |
| +/−         | Plus/Minus   | SO       | Shutouts          |
|             |              | Sv%      | Fangquote         |
|             |              | GTS      | Gegentorschnitt   |

## Vorrunde

### Gruppe A

#### Deutschland
| Feldspieler | Feldspieler         | Feldspieler | Feldspieler   | Feldspieler | Feldspieler | Feldspieler | Feldspieler | Feldspieler | Feldspieler | Feldspieler                   |
| Nr.         | Name                | Pos.        | Geburtsdatum  | Sp          | T           | V           | Pkt         | SM          | +/−         | Team                          |
| ----------- | ------------------- | ----------- | ------------- | ----------- | ----------- | ----------- | ----------- | ----------- | ----------- | ----------------------------- |
| 27          | Tobias Abstreiter   | F           | 6. Juli 1970  | 7           | 0           | 2           | 2           | 0           | ±0          | Kassel Huskies (DEL)          |
| 83          | Jan Benda           | F           | 28. Mai 1964  | 7           | 1           | 0           | 1           | 2           | −4          | Ak Bars Kasan (Superliga)     |
| 10          | Christian Ehrhoff   | D           | 6. Juli 1982  | 7           | 0           | 0           | 0           | 8           | −2          | Krefeld Pinguine (DEL)        |
| 36          | Rick Goldmann       | D           | 7. Apr. 1976  | 7           | 0           | 0           | 0           | 27          | −2          | Moskitos Essen (DEL)          |
| 17          | Jochen Hecht        | F           | 21. Juni 1977 | 4           | 1           | 1           | 2           | 2           | −8          | Edmonton Oilers (NHL)         |
| 16          | Wayne Hynes         | F           | 29. Mai 1969  | 7           | 0           | 0           | 0           | 6           | ±0          | Adler Mannheim (DEL)          |
| 49          | Klaus Kathan        | F           | 7. Jan. 1977  | 7           | 3           | 2           | 5           | 0           | +3          | Kassel Huskies (DEL)          |
| 26          | Daniel Kreutzer     | F           | 23. Okt. 1979 | 7           | 0           | 0           | 0           | 0           | −1          | Kassel Huskies (DEL)          |
| 41          | Daniel Kunce        | D           | 17. Juli 1971 | 7           | 0           | 1           | 1           | 43          | −1          | Krefeld Pinguine (DEL)        |
| 18          | Andreas Loth        | F           | 26. Feb. 1972 | 7           | 2           | 0           | 2           | 0           | +1          | Kassel Huskies (DEL)          |
| 12          | Mirko Lüdemann      | D           | 15. Dez. 1973 | 4           | 0           | 1           | 1           | 0           | ±0          | Kölner Haie (DEL)             |
| 81          | Mark MacKay         | F           | 28. Mai 1964  | 7           | 0           | 3           | 3           | 2           | +1          | Schwenninger Wild Wings (DEL) |
| 6           | Jörg Mayr           | D           | 3. Jan. 1970  | 1           | 0           | 0           | 0           | 0           | +1          | Kölner Haie (DEL)             |
| 75          | Andreas Morczinietz | F           | 11. März 1978 | 3           | 0           | 2           | 2           | 0           | +2          | Augsburger Panther (DEL)      |
| 22          | Martin Reichel      | F           | 7. Nov. 1973  | 7           | 1           | 0           | 1           | 0           | ±0          | Nürnberg Ice Tigers (DEL)     |
| 31          | Andreas Renz        | D           | 12. Juni 1977 | 7           | 0           | 0           | 0           | 8           | −1          | Kölner Haie (DEL)             |
| 20          | Jürgen Rumrich      | F           | 20. März 1968 | 7           | 1           | 0           | 1           | 0           | −7          | Nürnberg Ice Tigers (DEL)     |
| 13          | Christoph Schubert  | D           | 5. Feb. 1982  | 7           | 0           | 1           | 1           | 6           | −4          | München Barons (DEL)          |
| 84          | Dennis Seidenberg   | D           | 18. Juli 1981 | 7           | 1           | 1           | 2           | 4           | +2          | Adler Mannheim (DEL)          |
| 48          | Len Soccio          | F           | 28. Mai 1967  | 7           | 3           | 3           | 6           | 8           | +3          | Hannover Scorpions (DEL)      |
| 19          | Marco Sturm         | F           | 8. Sep. 1978  | 5           | 0           | 1           | 1           | 0           | −1          | San Jose Sharks (NHL)         |
| 21          | Stefan Ustorf       | F           | 3. Jan. 1974  | 7           | 2           | 1           | 3           | 2           | −8          | Adler Mannheim (DEL)          |

| Torhüter | Torhüter         | Torhüter      | Torhüter | Torhüter | Torhüter | Torhüter | Torhüter | Torhüter | Torhüter | Torhüter | Torhüter | Torhüter                  |
| Nr.      | Name             | Geburtsdatum  | Sp       | S        | U        | N        | Min      | GT       | SO       | Sv%      | GTS      | Team                      |
| -------- | ---------------- | ------------- | -------- | -------- | -------- | -------- | -------- | -------- | -------- | -------- | -------- | ------------------------- |
| 47       | Christian Künast | 7. März 1971  | 2        | 0        | 0        | 2        | 39:30    | 7        | 0        | 10,63    | 72,00    | München Barons (DEL)      |
| 80       | Robert Müller    | 25. Juni 1980 | 2        | 0        | 0        | 0        | 78:15    | 4        | 0        | 3,07     | 90,91    | Adler Mannheim (DEL)      |
| 33       | Marc Seliger     | 1. Mai 1974   | 6        | 3        | 0        | 2        | 302:11   | 15       | 1        | 2,98     | 91,12    | Nürnberg Ice Tigers (DEL) |

| Offizielle       | Offizielle  | Offizielle          | Offizielle    |
| Funktion         | Nat.        | Name                | Geburtsdatum  |
| ---------------- | ----------- | ------------------- | ------------- |
| Cheftrainer      | Deutschland | Hans Zach           | 30. März 1949 |
| Assistenztrainer | Deutschland | Bernhard Englbrecht | 16. Feb. 1958 |
| Assistenztrainer | Deutschland | Ernst Höfner        | 21. Sep. 1957 |
| General Manager  | Deutschland | Franz Reindl        | 24. Nov. 1954 |

#### Lettland
| Feldspieler | Feldspieler            | Feldspieler | Feldspieler   | Feldspieler | Feldspieler | Feldspieler | Feldspieler | Feldspieler | Feldspieler | Feldspieler                            |
| Nr.         | Name                   | Pos.        | Geburtsdatum  | Sp          | T           | V           | Pkt         | SM          | +/−         | Team                                   |
| ----------- | ---------------------- | ----------- | ------------- | ----------- | ----------- | ----------- | ----------- | ----------- | ----------- | -------------------------------------- |
| 15          | Kaspars Astašenko      | D           | 17. Feb. 1975 | 3           | 0           | 1           | 1           | 0           | ±0          | Lowell Lock Monsters (AHL)             |
| 9           | Aleksandrs Beļavskis   | F           | 17. Jan. 1964 | 4           | 1           | 1           | 2           | 4           | −2          | IF Björklöven (Allsvenskan)            |
| 5           | Igors Bondarevs        | D           | 9. Feb. 1974  | 4           | 2           | 2           | 4           | 0           | +5          | Saimaan Pallo (SM-liiga)               |
| 29          | Aigars Cipruss         | F           | 12. Jan. 1972 | 4           | 1           | 2           | 3           | 0           | ±0          | Helsingfors IFK (SM-liiga)             |
| 8           | Vjačeslavs Fanduls     | F           | 17. März 1969 | 4           | 4           | 0           | 4           | 2           | −1          | Berlin Capitals (DEL)                  |
| 3           | Viktors Ignatjevs      | D           | 26. Apr. 1970 | 4           | 0           | 0           | 0           | 4           | +5          | Sewerstal Tscherepowez (Superliga)     |
| 21          | Aleksandrs Kerčs       | F           | 16. März 1967 | 4           | 0           | 3           | 3           | 2           | −3          | Berlin Capitals (DEL)                  |
| 2           | Rodrigo Laviņš         | D           | 3. Aug. 1974  | 4           | 0           | 0           | 0           | 4           | −1          | Molot-Prikamje Perm (Superliga)        |
| 12          | Aleksandrs Macijevskis | F           | 26. Juni 1975 | 4           | 2           | 3           | 5           | 0           | +4          | Odense Bulldogs (Sanistål Ligaen)      |
| 28          | Andrejs Maticins       | D           | 30. Jan. 1963 | 4           | 1           | 2           | 3           | 2           | +1          | IK Nyköpings NH 90 (Allsvenskan)       |
| 17          | Aleksandrs Ņiživijs    | F           | 16. Sep. 1976 | 4           | 2           | 3           | 5           | 2           | +2          | HK Dynamo Moskau (Superliga)           |
| 18          | Sandis Ozoliņš         | D           | 3. Aug. 1972  | 1           | 0           | 4           | 4           | 0           | −1          | Florida Panthers (NHL)                 |
| 13          | Grigorijs Panteļejevs  | F           | 13. Nov. 1972 | 4           | 2           | 0           | 2           | 2           | +4          | Södertälje SK (Elitserien)             |
| 27          | Aleksandrs Semjonovs   | F           | 8. Juni 1972  | 4           | 1           | 1           | 2           | 2           | +1          | IFK Arboga IK (Allsvenskan)            |
| 11          | Sergejs Seņins         | F           | 16. Apr. 1972 | 4           | 0           | 1           | 1           | 4           | ±0          | Herning Blue Fox (Sanistål Ligaen)     |
| 7           | Kārlis Skrastiņš       | D           | 9. Juli 1974  | 1           | 0           | 0           | 0           | 0           | −1          | Nashville Predators (NHL)              |
| 22          | Oļegs Sorokins         | D           | 4. Jan. 1974  | 4           | 0           | 2           | 2           | 4           | ±0          | Molot-Prikamje Perm (Superliga)        |
| 14          | Leonīds Tambijevs      | F           | 26. Sep. 1970 | 4           | 1           | 2           | 3           | 2           | −1          | Rødovre Mighty Bulls (Sanistål Ligaen) |
| 23          | Atvars Tribuncovs      | D           | 14. Okt. 1976 | 4           | 1           | 0           | 1           | 8           | −1          | Berlin Capitals (DEL)                  |
| 20          | Harijs Vītoliņš        | F           | 30. Apr. 1968 | 4           | 2           | 2           | 4           | 0           | +4          | HC Thurgau (NLB)                       |

| Torhüter | Torhüter         | Torhüter      | Torhüter | Torhüter | Torhüter | Torhüter | Torhüter | Torhüter | Torhüter | Torhüter | Torhüter | Torhüter                    |
| Nr.      | Name             | Geburtsdatum  | Sp       | S        | U        | N        | Min      | GT       | SO       | Sv%      | GTS      | Team                        |
| -------- | ---------------- | ------------- | -------- | -------- | -------- | -------- | -------- | -------- | -------- | -------- | -------- | --------------------------- |
| 1        | Artūrs Irbe      | 2. Feb. 1967  | 1        | 0        | 0        | 1        | 60:00    | 4        | 0        | 86,21    | 4,00     | Carolina Hurricanes (NHL)   |
| 32       | Edgars Masaļskis | 31. März 1980 | –        | –        | –        | –        | –        | –        | –        | –        | –        | HK Liepājas Metalurgs (LHL) |
| 30       | Sergejs Naumovs  | 4. Apr. 1969  | 3        | 2        | 1        | 0        | 180:00   | 10       | 0        | 88,76    | 3,33     | Djurgårdens IF (Elitserien) |

| Offizielle        | Offizielle | Offizielle       | Offizielle    |
| Funktion          | Nat.       | Name             | Geburtsdatum  |
| ----------------- | ---------- | ---------------- | ------------- |
| Cheftrainer       | Schweden   | Curt Lindström   | 26. Nov. 1940 |
| Assistenztrainer  | Lettland   | Māris Baldonieks | 24. Mai 1955  |
| Mannschaftsführer | Lettland   | Kirovs Lipmans   | 5. Nov. 1940  |

#### Österreich
| Feldspieler | Feldspieler           | Feldspieler | Feldspieler   | Feldspieler | Feldspieler | Feldspieler | Feldspieler | Feldspieler | Feldspieler | Feldspieler                                       |
| Nr.         | Name                  | Pos.        | Geburtsdatum  | Sp          | T           | V           | Pkt         | SM          | +/−         | Team                                              |
| ----------- | --------------------- | ----------- | ------------- | ----------- | ----------- | ----------- | ----------- | ----------- | ----------- | ------------------------------------------------- |
| 10          | Christoph Brandner    | F           | 5. Juli 1975  | 4           | 0           | 1           | 1           | 2           | −1          | Krefeld Pinguine (DEL)                            |
| 22          | Martin Hohenberger    | F           | 29. Jan. 1977 | 4           | 0           | 0           | 0           | 0           | −2          | Revierlöwen Oberhausen (DEL)                      |
| 74          | Dieter Kalt           | F           | 26. Juni 1974 | 4           | 1           | 0           | 1           | 6           | +1          | Färjestad BK (Elitserien)                         |
| 96          | Peter Kasper          | D           | 20. Dez. 1974 | 4           | 0           | 0           | 0           | 0           | −4          | HC Innsbruck (ÖEL)                                |
| 27          | Wolfgang Kromp        | F           | 17. Sep. 1970 | 4           | 0           | 1           | 1           | 4           | −1          | EC VSV (ÖEL)                                      |
| 32          | André Lakos           | D           | 29. Juli 1979 | 4           | 0           | 0           | 0           | 6           | +1          | Utah Grizzlies (AHL)                              |
| 24          | Günther Lanzinger     | F           | 4. Jan. 1972  | 4           | 0           | 1           | 1           | 14          | ±0          | EC VSV (ÖEL)                                      |
| 6           | Dominic Lavoie        | D           | 21. Nov. 1967 | 4           | 0           | 1           | 1           | 2           | −1          | Hannover Scorpions (DEL)                          |
| 13          | Robert Lukas          | D           | 29. Aug. 1978 | 4           | 0           | 0           | 0           | 0           | −1          | EHC Black Wings Linz (ÖEL)                        |
| 29          | Christian Perthaler   | F           | 21. Juli 1968 | 3           | 0           | 2           | 2           | 0           | ±0          | EHC Black Wings Linz (ÖEL)                        |
| 16          | Thomas Pöck           | F           | 2. Dez. 1981  | 4           | 0           | 0           | 0           | 2           | −3          | University of Massachusetts Amherst (Hockey East) |
| 11          | Gerald Ressmann       | F           | 24. Juli 1970 | 4           | 1           | 0           | 1           | 2           | −2          | EC KAC (ÖEL)                                      |
| 18          | Kent Salfi            | F           | 10. Juni 1971 | 4           | 0           | 1           | 1           | 2           | −3          | EC VSV (ÖEL)                                      |
| 21          | Mario Schaden         | F           | 30. Apr. 1972 | 4           | 0           | 0           | 0           | 0           | −2          | EC KAC (ÖEL)                                      |
| 9           | Tom Searle            | D           | 26. Apr. 1963 | 4           | 1           | 0           | 1           | 4           | +1          | EC VSV (ÖEL)                                      |
| 15          | Oliver Setzinger      | F           | 11. Juli 1983 | 4           | 1           | 0           | 1           | 2           | −3          | EHC Black Wings Linz (ÖEL)                        |
| 12          | Matthias Trattnig     | F           | 22. Apr. 1979 | 4           | 1           | 1           | 2           | 2           | ±0          | Djurgårdens IF (Elitserien)                       |
| 47          | Martin Ulrich         | D           | 16. Dez. 1969 | 4           | 0           | 0           | 0           | 4           | −4          | DEG Metro Stars (DEL)                             |
| 4           | Gerhard Unterluggauer | D           | 15. Aug. 1976 | 4           | 2           | 0           | 2           | 4           | −2          | Schwenninger Wild Wings (DEL)                     |
| 26          | Simon Wheeldon        | F           | 30. Aug. 1966 | 4           | 1           | 1           | 2           | 4           | ±0          | München Barons (DEL)                              |

| Torhüter | Torhüter        | Torhüter      | Torhüter | Torhüter | Torhüter | Torhüter | Torhüter | Torhüter | Torhüter | Torhüter | Torhüter | Torhüter                |
| Nr.      | Name            | Geburtsdatum  | Sp       | S        | U        | N        | Min      | GT       | SO       | Sv%      | GTS      | Team                    |
| -------- | --------------- | ------------- | -------- | -------- | -------- | -------- | -------- | -------- | -------- | -------- | -------- | ----------------------- |
| 31       | Claus Dalpiaz   | 10. Okt. 1971 | –        | –        | –        | –        | –        | –        | –        | –        | –        | HC Innsbruck (ÖEL)      |
| 38       | Reinhard Divis  | 4. Juli 1975  | 4        | 1        | 0        | 3        | 238:21   | 12       | 0        | 87,50    | 3,02     | Worcester IceCats (AHL) |
| 25       | Michael Suttnig | 8. Nov. 1973  | –        | –        | –        | –        | –        | –        | –        | –        | –        | EC KAC (ÖEL)            |

| Offizielle        | Offizielle | Offizielle         | Offizielle    |
| Funktion          | Nat.       | Name               | Geburtsdatum  |
| ----------------- | ---------- | ------------------ | ------------- |
| Cheftrainer       | Kanada     | Ron Kennedy        | 7. Mai 1953   |
| Assistenztrainer  | Kanada     | Greg Holst         | 21. Feb. 1954 |
| General Manager   | Osterreich | Dieter Kalt senior | 29. Juni 1941 |
| Mannschaftsführer | Osterreich | Giuseppe Mion      | 9. Apr. 1959  |

#### Slowakei
| Feldspieler | Feldspieler           | Feldspieler | Feldspieler   | Feldspieler | Feldspieler | Feldspieler | Feldspieler | Feldspieler | Feldspieler | Feldspieler                              |
| Nr.         | Name                  | Pos.        | Geburtsdatum  | Sp          | T           | V           | Pkt         | SM          | +/−         | Team                                     |
| ----------- | --------------------- | ----------- | ------------- | ----------- | ----------- | ----------- | ----------- | ----------- | ----------- | ---------------------------------------- |
| 23          | Ľuboš Bartečko        | F           | 14. Juli 1976 | 4           | 0           | 1           | 1           | 0           | −3          | Atlanta Thrashers (NHL)                  |
| 38          | Pavol Demitra         | F           | 29. Nov. 1974 | 2           | 1           | 2           | 3           | 2           | +1          | St. Louis Blues (NHL)                    |
| 26          | Michal Handzuš        | F           | 11. März 1976 | 2           | 1           | 0           | 1           | 6           | ±0          | Phoenix Coyotes (NHL)                    |
| 81          | Marián Hossa          | F           | 12. Jan. 1979 | 2           | 4           | 2           | 6           | 0           | +5          | Ottawa Senators (NHL)                    |
| 30          | Richard Kapuš         | F           | 9. Feb. 1973  | 4           | 0           | 1           | 1           | 0           | −1          | HC Slovan Bratislava (Slowak. Extraliga) |
| 41          | Richard Lintner       | D           | 15. Nov. 1977 | 4           | 1           | 1           | 2           | 0           | +3          | MODO Hockey (Elitserien)                 |
| 22          | Ivan Majeský          | D           | 2. Sep. 1976  | 4           | 0           | 1           | 1           | 4           | −1          | Tampereen Ilves (SM-liiga)               |
| 11          | Dušan Milo            | D           | 5. März 1973  | 2           | 0           | 2           | 2           | 2           | +2          | HKm Zvolen (Slowak. Extraliga)           |
| 5           | Jaroslav Obšut        | D           | 3. Sep. 1976  | 4           | 0           | 0           | 0           | 2           | +1          | Colorado Avalanche (NHL)                 |
| 33          | Žigmund Pálffy        | F           | 5. Mai 1972   | 1           | 0           | 0           | 0           | 0           | −1          | Los Angeles Kings (NHL)                  |
| 24          | Ján Pardavý           | F           | 8. Sep. 1971  | 4           | 2           | 1           | 3           | 14          | −1          | Djurgårdens IF (Elitserien)              |
| 19          | Rastislav Pavlikovský | F           | 2. März 1977  | 4           | 2           | 3           | 5           | 6           | +2          | HV71 Jönköping (Elitserien)              |
| 50          | Richard Pavlikovský   | D           | 3. März 1975  | 4           | 0           | 0           | 0           | 4           | −1          | HV71 Jönköping (Elitserien)              |
| 39          | Róbert Petrovický     | F           | 26. Okt. 1973 | 4           | 1           | 1           | 2           | 2           | −1          | HC Ambrì-Piotta (NLA)                    |
| 18          | Miroslav Šatan        | F           | 22. Okt. 1974 | 2           | 0           | 1           | 1           | 0           | +2          | Buffalo Sabres (NHL)                     |
| 42          | Richard Šechný        | F           | 19. Okt. 1971 | 4           | 0           | 0           | 0           | 6           | −3          | HKm Zvolen (Slowak. Extraliga)           |
| 4           | Peter Smrek           | D           | 16. Feb. 1979 | 4           | 0           | 0           | 0           | 0           | −3          | New York Rangers (NHL)                   |
| 15          | Jozef Stümpel         | F           | 20. Juli 1972 | 2           | 2           | 1           | 3           | 0           | +2          | Boston Bruins (NHL)                      |
| 72          | Jaroslav Török        | F           | 1. Dez. 1971  | 4           | 0           | 0           | 0           | 0           | −4          | HKm Zvolen (Slowak. Extraliga)           |
| 17          | Ľubomír Višňovský     | D           | 11. Aug. 1976 | 3           | 1           | 2           | 3           | 0           | +4          | Los Angeles Kings (NHL)                  |

| Torhüter | Torhüter        | Torhüter      | Torhüter | Torhüter | Torhüter | Torhüter | Torhüter | Torhüter | Torhüter | Torhüter | Torhüter | Torhüter                                 |
| Nr.      | Name            | Geburtsdatum  | Sp       | S        | U        | N        | Min      | GT       | SO       | Sv%      | GTS      | Team                                     |
| -------- | --------------- | ------------- | -------- | -------- | -------- | -------- | -------- | -------- | -------- | -------- | -------- | ---------------------------------------- |
| 25       | Ján Lašák       | 10. Apr. 1979 | 2        | 0        | 1        | 1        | 94:23    | 6        | 0        | 86,36    | 3,81     | Milwaukee Admirals (AHL)                 |
| 29       | Pavol Rybár     | 12. Okt. 1971 | 2        | 0        | 0        | 1        | 84:46    | 5        | 0        | 80,77    | 3,54     | HC Slovan Bratislava (Slowak. Extraliga) |
| 31       | Rastislav Staňa | 10. Jan. 1980 | 1        | 1        | 0        | 0        | 60:00    | 1        | 0        | 94,74    | 1,00     | Richmond Renegades (ECHL)                |

| Offizielle        | Offizielle | Offizielle       | Offizielle    |
| Funktion          | Nat.       | Name             | Geburtsdatum  |
| ----------------- | ---------- | ---------------- | ------------- |
| Cheftrainer       | Slowakei   | Ján Filc         | 19. Feb. 1953 |
| Assistenztrainer  | Slowakei   | Ernest Bokroš    | 25. Aug. 1959 |
| Assistenztrainer  | Slowakei   | Vladimír Šťastný | 10. Mai 1945  |
| General Manager   | Slowakei   | Igor Nemeček     | 28. Aug. 1961 |
| General Manager   | Slowakei   | Peter Šťastný    | 18. Sep. 1956 |
| Mannschaftsführer | Slowakei   | Juraj Široký     | 29. Dez. 1953 |

### Gruppe B

#### Belarus
| Feldspieler | Feldspieler            | Feldspieler | Feldspieler   | Feldspieler | Feldspieler | Feldspieler | Feldspieler | Feldspieler | Feldspieler | Feldspieler                                    |
| Nr.         | Name                   | Pos.        | Geburtsdatum  | Sp          | T           | V           | Pkt         | SM          | +/−         | Team                                           |
| ----------- | ---------------------- | ----------- | ------------- | ----------- | ----------- | ----------- | ----------- | ----------- | ----------- | ---------------------------------------------- |
| 9           | Aljaksandr Andryjeuski | F           | 10. Aug. 1968 | 9           | 0           | 0           | 0           | 4           | −9          | Chimik Woskressensk (Wysschaja Liga)           |
| 18          | Aleh Antonenka         | F           | 1. Juli 1971  | 9           | 1           | 1           | 2           | 8           | −10         | Sewerstal Tscherepowez (Superliga)             |
| 11          | Wadsim Bekbulatau      | F           | 8. März 1970  | 9           | 1           | 2           | 3           | 8           | −8          | Dinamo-Energija Jekaterinburg (Wysschaja Liga) |
| 3           | Aleh Chmyl             | D           | 30. Jan. 1970 | 9           | 1           | 3           | 4           | 0           | −10         | HK Lada Toljatti (Superliga)                   |
| 24          | Dsmitryj Dudsik        | F           | 2. Nov. 1977  | 9           | 2           | 1           | 3           | 6           | −4          | HK Homel (Belaruss. Extraliga)                 |
| 17          | Aljaksej Kaljuschny    | F           | 13. Juni 1977 | 9           | 1           | 1           | 2           | 0           | −7          | HK Metallurg Magnitogorsk (Superliga)          |
| 28          | Kanstanzin Kalzou      | F           | 17. Apr. 1981 | 2           | 0           | 0           | 0           | 0           | ±0          | HK Spartak Moskau (Superliga)                  |
| 13          | Andrej Kawaljou        | F           | 2. Apr. 1966  | 9           | 1           | 2           | 3           | 12          | −4          | Revierlöwen Oberhausen (DEL)                   |
| 30          | Uladsimir Kopaz        | D           | 23. Apr. 1971 | 8           | 1           | 1           | 2           | 4           | ±0          | Neftechimik Nischnekamsk (Superliga)           |
| 4           | Aljaksandr Makryzki    | D           | 11. Aug. 1971 | 9           | 0           | 0           | 0           | 10          | −5          | Revierlöwen Oberhausen (DEL)                   |
| 6           | Ihar Matuschkin        | D           | 27. Jan. 1965 | 9           | 0           | 1           | 1           | 0           | −9          | Skellefteå AIK (Allsvenskan)                   |
| 21          | Aleh Mikultschyk       | D           | 21. Juli 1964 | 9           | 1           | 0           | 1           | 14          | −7          | Chimik Woskressensk (Wysschaja Liga)           |
| 32          | Dsmitryj Pankou        | F           | 29. Okt. 1974 | 9           | 3           | 1           | 4           | 2           | −7          | Metallurg Nowokusnezk (Superliga)              |
| 14          | Wassil Pankou          | F           | 15. Aug. 1968 | 9           | 1           | 1           | 2           | 4           | −2          | Augsburger Panther (DEL)                       |
| 5           | Aleh Ramanau           | D           | 31. März 1970 | 9           | 1           | 1           | 2           | 2           | −13         | Sewerstal Tscherepowez (Superliga)             |
| 37          | Andrej Rassolka        | F           | 13. Sep. 1968 | 9           | 1           | 1           | 2           | 0           | −5          | Sewerstal Tscherepowez (Superliga)             |
| 23          | Ruslan Salej           | D           | 2. Nov. 1974  | 6           | 2           | 1           | 3           | 4           | −6          | Mighty Ducks of Anaheim (NHL)                  |
| 19          | Eduard Sankawez        | F           | 27. Sep. 1969 | 4           | 0           | 0           | 0           | 0           | −3          | Torpedo Nischni Nowgorod (Superliga)           |
| 27          | Aljaksandr Schuryk     | D           | 29. Mai 1975  | 9           | 0           | 1           | 1           | 6           | −3          | Krylja Sowetow Moskau (Superliga)              |
| 16          | Andrej Skabelka        | F           | 20. Jan. 1971 | 2           | 0           | 1           | 1           | 0           | ±0          | Salawat Julajew Ufa (Superliga)                |
| 26          | Sjarhej Stas           | D           | 28. Apr. 1974 | 9           | 0           | 1           | 1           | 16          | −4          | Krefeld Pinguine (DEL)                         |
| 29          | Uladsimir Zyplakou     | F           | 18. Apr. 1969 | 8           | 1           | 3           | 4           | 4           | −5          | Ak Bars Kasan (Superliga)                      |

| Torhüter | Torhüter          | Torhüter      | Torhüter | Torhüter | Torhüter | Torhüter | Torhüter | Torhüter | Torhüter | Torhüter | Torhüter | Torhüter                          |
| Nr.      | Name              | Geburtsdatum  | Sp       | S        | U        | N        | Min      | GT       | SO       | Sv%      | GTS      | Team                              |
| -------- | ----------------- | ------------- | -------- | -------- | -------- | -------- | -------- | -------- | -------- | -------- | -------- | --------------------------------- |
| 33       | Leanid Fazikau    | 24. Apr. 1968 | –        | –        | –        | –        | –        | –        | –        | –        | –        | Kassel Huskies (DEL)              |
| 31       | Andrej Mesin      | 8. Juli 1974  | 7        | 1        | 0        | 4        | 309:55   | 28       | 0        | 86,85    | 5,42     | Berlin Capitals (DEL)             |
| 2        | Sjarhej Schabanau | 24. Feb. 1974 | 6        | 2        | 0        | 2        | 230:05   | 14       | 1        | 89,23    | 3,65     | Metallurg Nowokusnezk (Superliga) |

| Offizielle       | Offizielle   | Offizielle             | Offizielle    |
| Funktion         | Nat.         | Name                   | Geburtsdatum  |
| ---------------- | ------------ | ---------------------- | ------------- |
| Cheftrainer      | Russland     | Wladimir Krikunow      | 24. März 1950 |
| Assistenztrainer | Belarus 1995 | Anatol Bjaljajeu       | 4. Mai 1952   |
| Assistenztrainer | Belarus 1995 | Waleryj Waronin        | 15. Nov. 1954 |
| General Manager  | Belarus 1995 | Aljaksandr Leschtschyk | 27. März 1972 |

#### Frankreich
| Feldspieler | Feldspieler           | Feldspieler | Feldspieler   | Feldspieler | Feldspieler | Feldspieler | Feldspieler | Feldspieler | Feldspieler | Feldspieler                                      |
| Nr.         | Name                  | Pos.        | Geburtsdatum  | Sp          | T           | V           | Pkt         | SM          | +/−         | Team                                             |
| ----------- | --------------------- | ----------- | ------------- | ----------- | ----------- | ----------- | ----------- | ----------- | ----------- | ------------------------------------------------ |
| 25          | Richard Aimonetto     | F           | 24. Jan. 1973 | 4           | 0           | 0           | 0           | 0           | −2          | Hockey Club de Reims (Élite Ligue)               |
| 27          | Baptiste Amar         | D           | 11. Nov. 1979 | 4           | 0           | 0           | 0           | 0           | ±0          | University of Massachusetts Lowell (Hockey East) |
| 6           | Benoît Bachelet       | F           | 6. Nov. 1974  | 4           | 0           | 0           | 0           | 4           | −1          | Grenoble Métropole Hockey 38 (Élite Ligue)       |
| 3           | Vincent Bachet        | D           | 29. Apr. 1978 | 4           | 0           | 1           | 1           | 4           | +1          | Hockey Club de Reims (Élite Ligue)               |
| 7           | Stéphane Barin        | F           | 8. Jan. 1971  | 4           | 0           | 0           | 0           | 4           | −2          | Krefeld Pinguine (DEL)                           |
| 16          | Guillaume Besse       | F           | 26. Jan. 1976 | 4           | 0           | 0           | 0           | 0           | −2          | Rouen Hockey Élite 76 (Élite Ligue)              |
| 20          | Jean-François Bonnard | D           | 14. Sep. 1971 | 4           | 0           | 0           | 0           | 2           | −3          | Grenoble Métropole Hockey 38 (Élite Ligue)       |
| 12          | Philippe Bozon        | F           | 30. Nov. 1966 | 4           | 3           | 3           | 6           | 2           | +1          | Genève-Servette HC (NLA)                         |
| 8           | Arnaud Briand         | F           | 29. Apr. 1970 | 3           | 0           | 0           | 0           | 4           | +2          | Luleå HF (Elitserien)                            |
| 2           | Allan Carriou         | D           | 2. Feb. 1976  | 4           | 0           | 0           | 0           | 6           | +2          | Rouen Hockey Élite 76 (Élite Ligue)              |
| 13          | Karl Dewolf           | D           | 21. Feb. 1972 | 4           | 0           | 0           | 0           | 2           | −2          | HC Amiens Somme (Élite Ligue)                    |
| 28          | Laurent Gras          | F           | 15. März 1976 | 4           | 0           | 0           | 0           | 0           | −2          | HC Amiens Somme (Élite Ligue)                    |
| 10          | Laurent Meunier       | F           | 16. Jan. 1979 | 4           | 0           | 1           | 1           | 6           | −3          | University of Massachusetts Lowell (Hockey East) |
| 23          | Anthony Mortas        | F           | 13. Feb. 1974 | 4           | 0           | 1           | 1           | 2           | ±0          | Hockey Club de Reims (Élite Ligue)               |
| 24          | Denis Perez           | D           | 25. Apr. 1965 | 4           | 0           | 0           | 0           | 4           | −3          | HC Amiens Somme (Élite Ligue)                    |
| 26          | Benoît Pourtanel      | D           | 12. Apr. 1974 | 4           | 0           | 0           | 0           | 0           | −1          | ASG Angers (Élite Ligue)                         |
| 11          | François Rozenthal    | F           | 20. Juni 1975 | 4           | 0           | 0           | 0           | 0           | −1          | IF Björklöven (Allsvenskan)                      |
| 9           | Maurice Rozenthal     | F           | 20. Juni 1975 | 4           | 4           | 1           | 5           | 2           | ±0          | IF Björklöven (Allsvenskan)                      |
| 14          | Yorick Treille        | F           | 12. Juli 1980 | 4           | 0           | 0           | 0           | 4           | −2          | University of Massachusetts Lowell (Hockey East) |
| 22          | Jonathan Zwikel       | F           | 16. Juli 1975 | 4           | 0           | 0           | 0           | 4           | −2          | Hockey Club de Reims (Élite Ligue)               |

| Torhüter | Torhüter        | Torhüter      | Torhüter | Torhüter | Torhüter | Torhüter | Torhüter | Torhüter | Torhüter | Torhüter | Torhüter | Torhüter                                   |
| Nr.      | Name            | Geburtsdatum  | Sp       | S        | U        | N        | Min      | GT       | SO       | Sv%      | GTS      | Team                                       |
| -------- | --------------- | ------------- | -------- | -------- | -------- | -------- | -------- | -------- | -------- | -------- | -------- | ------------------------------------------ |
| 1        | Cristobal Huet  | 3. Sep. 1975  | 3        | 0        | 1        | 2        | 178:41   | 10       | 0        | 88,37    | 3,36     | HC Lugano (NLA)                            |
| 30       | Fabrice Lhenry  | 29. Juni 1972 | –        | –        | –        | –        | –        | –        | –        | –        | –        | Hockey Club de Mulhouse (Élite Ligue)      |
| 31       | Patrick Rolland | 7. Juni 1969  | 1        | 0        | 0        | 1        | 60:00    | 7        | 0        | 85,71    | 7,00     | Grenoble Métropole Hockey 38 (Élite Ligue) |

| Offizielle       | Offizielle | Offizielle            | Offizielle    |
| Funktion         | Nat.       | Name                  | Geburtsdatum  |
| ---------------- | ---------- | --------------------- | ------------- |
| Cheftrainer      | Finnland   | Heikki Leime          | 7. Mai 1962   |
| Assistenztrainer | Schweden   | Christer Ericsson     | 18. Mai 1963  |
| Assistenztrainer | Frankreich | Jean-Raymond Pourtier | 17. Apr. 1954 |

#### Schweiz
| Feldspieler | Feldspieler              | Feldspieler | Feldspieler   | Feldspieler | Feldspieler | Feldspieler | Feldspieler | Feldspieler | Feldspieler | Feldspieler               |
| Nr.         | Name                     | Pos.        | Geburtsdatum  | Sp          | T           | V           | Pkt         | SM          | +/−         | Team                      |
| ----------- | ------------------------ | ----------- | ------------- | ----------- | ----------- | ----------- | ----------- | ----------- | ----------- | ------------------------- |
| 19          | Jean-Jacques Aeschlimann | F           | 30. Mai 1967  | 4           | 3           | 3           | 6           | 2           | ±0          | HC Lugano (NLA)           |
| 15          | Reto von Arx             | F           | 13. Sep. 1976 | 2           | 0           | 1           | 1           | 0           | −2          | HC Davos (NLA)            |
| 37          | Björn Christen           | F           | 5. Apr. 1980  | 4           | 0           | 0           | 0           | 6           | ±0          | HC Davos (NLA)            |
| 4           | Flavien Conne            | F           | 1. Apr. 1980  | 1           | 0           | 0           | 0           | 0           | ±0          | HC Lugano (NLA)           |
| 17          | Gian-Marco Crameri       | F           | 13. Dez. 1972 | 4           | 0           | 1           | 1           | 4           | +1          | ZSC Lions (NLA)           |
| 12          | Patric Della Rossa       | F           | 28. Juli 1975 | 4           | 0           | 0           | 0           | 2           | +3          | ZSC Lions (NLA)           |
| 21          | Patrick Fischer          | F           | 6. Sep. 1975  | 4           | 1           | 0           | 1           | 4           | −1          | HC Davos (NLA)            |
| 10          | Martin Höhener           | D           | 23. Juni 1980 | 4           | 0           | 0           | 0           | 0           | −1          | EHC Kloten (NLA)          |
| 35          | Sandy Jeannin            | F           | 28. Feb. 1976 | 4           | 1           | 1           | 2           | 0           | ±0          | HC Lugano (NLA)           |
| 30          | Marcel Jenni             | F           | 2. März 1974  | 2           | 0           | 0           | 0           | 0           | −1          | Färjestad BK (Elitserien) |
| 22          | Olivier Keller           | D           | 20. März 1971 | 4           | 0           | 1           | 1           | 6           | ±0          | HC Lugano (NLA)           |
| 28          | Martin Plüss             | F           | 5. Apr. 1977  | 4           | 2           | 0           | 2           | 2           | ±0          | EHC Kloten (NLA)          |
| 18          | André Rötheli            | F           | 12. Okt. 1970 | 4           | 1           | 2           | 3           | 2           | −2          | HC Lugano (NLA)           |
| 32          | Ivo Rüthemann            | F           | 12. Dez. 1976 | 4           | 1           | 1           | 2           | 0           | +1          | SC Bern (NLA)             |
| 27          | Edgar Salis              | D           | 20. Mai 1970  | 2           | 0           | 0           | 0           | 0           | −1          | ZSC Lions (NLA)           |
| 31          | Mathias Seger            | D           | 17. Dez. 1977 | 4           | 0           | 1           | 1           | 4           | +2          | ZSC Lions (NLA)           |
| 11          | Martin Steinegger        | D           | 15. Feb. 1972 | 4           | 0           | 0           | 0           | 6           | −1          | SC Bern (NLA)             |
| 7           | Mark Streit              | D           | 11. Dez. 1977 | 4           | 1           | 1           | 2           | 0           | +2          | ZSC Lions (NLA)           |
| 5           | Patrick Sutter           | D           | 6. Juli 1970  | 4           | 0           | 2           | 2           | 6           | −1          | HC Lugano (NLA)           |
| 3           | Julien Vauclair          | D           | 2. Okt. 1979  | 4           | 1           | 0           | 1           | 2           | ±0          | Ottawa Senators (NHL)     |

| Torhüter | Torhüter        | Torhüter     | Torhüter | Torhüter | Torhüter | Torhüter | Torhüter | Torhüter | Torhüter | Torhüter | Torhüter | Torhüter                  |
| Nr.      | Name            | Geburtsdatum | Sp       | S        | U        | N        | Min      | GT       | SO       | Sv%      | GTS      | Team                      |
| -------- | --------------- | ------------ | -------- | -------- | -------- | -------- | -------- | -------- | -------- | -------- | -------- | ------------------------- |
| 40       | David Aebischer | 7. Feb. 1978 | 2        | 0        | 1        | 1        | 81:19    | 6        | 0        | 80,65    | 4,43     | Colorado Avalanche (NHL)  |
| 26       | Martin Gerber   | 3. Sep. 1974 | 3        | 2        | 0        | 0        | 157:44   | 4        | 0        | 95,79    | 1,52     | Färjestad BK (Elitserien) |
| 41       | Lars Weibel     | 20. Mai 1974 | –        | –        | –        | –        | –        | –        | –        | –        | –        | HC Davos (NLA)            |

| Offizielle       | Offizielle  | Offizielle           | Offizielle    |
| Funktion         | Nat.        | Name                 | Geburtsdatum  |
| ---------------- | ----------- | -------------------- | ------------- |
| Cheftrainer      | Deutschland | Ralph Krueger        | 31. Aug. 1959 |
| Assistenztrainer | Schweden    | Bengt-Åke Gustafsson | 23. März 1958 |
| Assistenztrainer | Schweiz     | Jakob Kölliker       | 21. Juli 1953 |
| General Manager  | Schweiz     | Peter Zahner         | 19. Jan. 1961 |

#### Ukraine
| Feldspieler | Feldspieler              | Feldspieler | Feldspieler   | Feldspieler | Feldspieler | Feldspieler | Feldspieler | Feldspieler | Feldspieler | Feldspieler                           |
| Nr.         | Name                     | Pos.        | Geburtsdatum  | Sp          | T           | V           | Pkt         | SM          | +/−         | Team                                  |
| ----------- | ------------------------ | ----------- | ------------- | ----------- | ----------- | ----------- | ----------- | ----------- | ----------- | ------------------------------------- |
| 7           | Wassyl Bobrownykow       | F           | 8. Nov. 1971  | 4           | 0           | 1           | 1           | 2           | −1          | HK Sokil Kiew (Wyschtscha Liha)       |
| 8           | Dmytro Chrystytsch       | F           | 23. Juli 1969 | 2           | 2           | 0           | 2           | 0           | −1          | Washington Capitals (NHL)             |
| 11          | Ruslan Fedotenko         | F           | 18. Jan. 1979 | 1           | 1           | 0           | 1           | 4           | +2          | Philadelphia Flyers (NHL)             |
| 2           | Jurij Hunko              | D           | 28. Feb. 1972 | 4           | 0           | 1           | 1           | 4           | −1          | HK ZSKA Moskau (Wysschaja Liga)       |
| 3           | Serhij Klymentjew        | D           | 5. Apr. 1975  | 4           | 0           | 1           | 1           | 8           | −1          | HK Metallurg Magnitogorsk (Superliga) |
| 15          | Witalij Lytwynenko       | F           | 14. Juni 1970 | 4           | 0           | 1           | 1           | 4           | −2          | HK Lada Toljatti (Superliga)          |
| 21          | Walentyn Olezkyj         | F           | 2. Juni 1971  | 4           | 2           | 1           | 3           | 4           | +2          | EV Füssen (Oberliga)                  |
| 26          | Oleksij Ponikarowskyj    | F           | 9. Apr. 1980  | 4           | 1           | 1           | 2           | 6           | ±0          | St. John’s Maple Leafs (AHL)          |
| 23          | Roman Salnykow           | F           | 18. Feb. 1976 | 4           | 0           | 3           | 3           | 8           | −1          | Krylja Sowetow Moskau (Superliga)     |
| 30          | Wjatscheslaw Sawalnjuk   | D           | 10. Dez. 1974 | 4           | 0           | 0           | 0           | 4           | +1          | SKA Sankt Petersburg (Superliga)      |
| 25          | Bohdan Sawenko           | F           | 20. Nov. 1974 | 4           | 0           | 1           | 1           | 2           | −2          | HK Spartak Moskau (Superliga)         |
| 10          | Wadym Schachrajtschuk    | F           | 12. Juni 1974 | 4           | 2           | 0           | 2           | 4           | −2          | Lokomotive Jaroslawl (Superliga)      |
| 14          | Walerij Schyrjajew       | D           | 26. Aug. 1963 | 4           | 0           | 2           | 2           | 0           | −1          | HC La Chaux-de-Fonds (NLB)            |
| 24          | Wladyslaw Serow          | F           | 14. Juni 1978 | 4           | 0           | 1           | 1           | 0           | +1          | Greensboro Generals (ECHL)            |
| 9           | Wadym Slywtschenko       | F           | 28. März 1970 | 4           | 0           | 0           | 0           | 0           | ±0          | Frankfurt Lions (DEL)                 |
| 6           | Andrij Srjubko           | D           | 21. Okt. 1975 | 4           | 0           | 1           | 1           | 6           | +1          | Syracuse Crunch (AHL)                 |
| 12          | Dmytro Tolkunow          | D           | 27. Mai 1979  | 4           | 0           | 0           | 0           | 4           | −1          | Norfolk Admirals (AHL)                |
| 16          | Ihor Tschybyrjew         | F           | 19. Apr. 1968 | 4           | 2           | 1           | 3           | 2           | +1          | Hannover Scorpions (DEL)              |
| 29          | Wjatscheslaw Tymtschenko | D           | 16. Aug. 1971 | 4           | 0           | 0           | 0           | 8           | −1          | Lausitzer Füchse (2. Bundesliga)      |
| 17          | Serhij Warlamow          | F           | 21. Juli 1978 | 2           | 1           | 0           | 1           | 14          | ±0          | St. Louis Blues (NHL)                 |

| Torhüter | Torhüter             | Torhüter      | Torhüter | Torhüter | Torhüter | Torhüter | Torhüter | Torhüter | Torhüter | Torhüter | Torhüter | Torhüter                              |
| Nr.      | Name                 | Geburtsdatum  | Sp       | S        | U        | N        | Min      | GT       | SO       | Sv%      | GTS      | Team                                  |
| -------- | -------------------- | ------------- | -------- | -------- | -------- | -------- | -------- | -------- | -------- | -------- | -------- | ------------------------------------- |
| 22       | Oleksandr Fedorow    | 12. Apr. 1978 | –        | –        | –        | –        | –        | –        | –        | –        | –        | HK Berkut Kiew (Wyschtscha Liha)      |
| 20       | Ihor Karpenko        | 23. Juli 1976 | 2        | 1        | 0        | 1        | 65:29    | 5        | 0        | 85,29    | 4,58     | HK Metallurg Magnitogorsk (Superliga) |
| 1        | Kostjantyn Symtschuk | 26. Feb. 1974 | 3        | 1        | 0        | 1        | 174:00   | 9        | 0        | 90,11    | 3,10     | HK Spartak Moskau (Superliga)         |

| Offizielle        | Offizielle | Offizielle        | Offizielle    |
| Funktion          | Nat.       | Name              | Geburtsdatum  |
| ----------------- | ---------- | ----------------- | ------------- |
| Cheftrainer       | Ukraine    | Anatolij Bogdanow | 28. Nov. 1947 |
| Assistenztrainer  | Ukraine    | Oleksandr Seukand | 6. Dez. 1950  |
| General Manager   | Ukraine    | Wassyl Fadjejew   | 16. Sep. 1950 |
| Mannschaftsführer | Ukraine    | Serhij Kowal      |               |

## Zwischenrunde

### Gruppe C

#### Kanada
| Feldspieler | Feldspieler       | Feldspieler | Feldspieler   | Feldspieler | Feldspieler | Feldspieler | Feldspieler | Feldspieler | Feldspieler | Feldspieler                   |
| Nr.         | Name              | Pos.        | Geburtsdatum  | Sp          | T           | V           | Pkt         | SM          | +/−         | Team                          |
| ----------- | ----------------- | ----------- | ------------- | ----------- | ----------- | ----------- | ----------- | ----------- | ----------- | ----------------------------- |
| 4           | Rob Blake         | D           | 10. Dez. 1969 | 6           | 1           | 2           | 3           | 2           | +2          | Colorado Avalanche (NHL)      |
| 3           | Eric Brewer       | D           | 17. Apr. 1979 | 6           | 2           | 0           | 2           | 0           | ±0          | Edmonton Oilers (NHL)         |
| 74          | Theoren Fleury    | F           | 29. Juni 1968 | 6           | 0           | 2           | 2           | 6           | +1          | New York Rangers (NHL)        |
| 52          | Adam Foote        | D           | 10. Juli 1971 | 6           | 1           | 0           | 1           | 2           | +1          | Colorado Avalanche (NHL)      |
| 21          | Simon Gagné       | F           | 29. Feb. 1980 | 6           | 1           | 3           | 4           | 0           | +5          | Philadelphia Flyers (NHL)     |
| 12          | Jarome Iginla     | F           | 1. Juli 1977  | 6           | 3           | 1           | 4           | 0           | +4          | Calgary Flames (NHL)          |
| 55          | Ed Jovanovski     | D           | 26. Juni 1976 | 6           | 0           | 3           | 3           | 4           | +1          | Vancouver Canucks (NHL)       |
| 9           | Paul Kariya       | F           | 16. Okt. 1974 | 6           | 3           | 1           | 4           | 0           | +5          | Mighty Ducks of Anaheim (NHL) |
| 66          | Mario Lemieux     | F           | 5. Okt. 1965  | 5           | 2           | 4           | 6           | 0           | +4          | Pittsburgh Penguins (NHL)     |
| 88          | Eric Lindros      | F           | 28. Feb. 1973 | 6           | 1           | 0           | 1           | 8           | −3          | New York Rangers (NHL)        |
| 2           | Al MacInnis       | D           | 11. Juli 1963 | 6           | 0           | 0           | 0           | 8           | +3          | St. Louis Blues (NHL)         |
| 27          | Scott Niedermayer | D           | 31. Aug. 1973 | 6           | 1           | 1           | 2           | 4           | +5          | New Jersey Devils (NHL)       |
| 25          | Joe Nieuwendyk    | F           | 10. Sep. 1966 | 6           | 1           | 1           | 2           | 0           | ±0          | Dallas Stars (NHL)            |
| 11          | Owen Nolan        | F           | 12. Feb. 1972 | 6           | 0           | 3           | 3           | 2           | −2          | San Jose Sharks (NHL)         |
| 37          | Michael Peca      | F           | 26. März 1974 | 6           | 0           | 2           | 2           | 2           | ±0          | New York Islanders (NHL)      |
| 44          | Chris Pronger     | D           | 10. Okt. 1974 | 6           | 0           | 1           | 1           | 2           | +2          | St. Louis Blues (NHL)         |
| 91          | Joe Sakic         | F           | 7. Juli 1969  | 6           | 4           | 3           | 7           | 0           | +6          | Colorado Avalanche (NHL)      |
| 14          | Brendan Shanahan  | F           | 23. Jan. 1969 | 6           | 0           | 1           | 1           | 0           | −1          | Detroit Red Wings (NHL)       |
| 94          | Ryan Smyth        | F           | 21. Feb. 1976 | 6           | 0           | 1           | 1           | 0           | −4          | Edmonton Oilers (NHL)         |
| 19          | Steve Yzerman     | F           | 9. Mai 1965   | 6           | 2           | 4           | 6           | 2           | +4          | Detroit Red Wings (NHL)       |

| Torhüter | Torhüter       | Torhüter      | Torhüter | Torhüter | Torhüter | Torhüter | Torhüter | Torhüter | Torhüter | Torhüter | Torhüter | Torhüter                  |
| Nr.      | Name           | Geburtsdatum  | Sp       | S        | U        | N        | Min      | GT       | SO       | Sv%      | GTS      | Team                      |
| -------- | -------------- | ------------- | -------- | -------- | -------- | -------- | -------- | -------- | -------- | -------- | -------- | ------------------------- |
| 20       | Ed Belfour     | 21. Apr. 1965 | –        | –        | –        | –        | –        | –        | –        | –        | –        | Dallas Stars (NHL)        |
| 30       | Martin Brodeur | 6. Mai 1972   | 5        | 4        | 1        | 0        | 300:00   | 9        | 0        | 91,74    | 1,80     | New Jersey Devils (NHL)   |
| 31       | Curtis Joseph  | 29. Apr. 1967 | 1        | 0        | 0        | 1        | 60:00    | 5        | 0        | 80,00    | 5,00     | Toronto Maple Leafs (NHL) |

| Offizielle       | Offizielle | Offizielle     | Offizielle    |
| Funktion         | Nat.       | Name           | Geburtsdatum  |
| ---------------- | ---------- | -------------- | ------------- |
| Cheftrainer      | Kanada     | Pat Quinn      | 29. Jan. 1943 |
| Assistenztrainer | Kanada     | Wayne Fleming  | 6. Juli 1950  |
| Assistenztrainer | Kanada     | Ken Hitchcock  | 17. Dez. 1951 |
| Assistenztrainer | Kanada     | Jacques Martin | 1. Okt. 1952  |
| General Manager  | Kanada     | Wayne Gretzky  | 26. Jan. 1961 |
| General Manager  | Kanada     | Bob Nicholson  | 27. Mai 1953  |

#### Schweden
| Feldspieler | Feldspieler        | Feldspieler | Feldspieler   | Feldspieler | Feldspieler | Feldspieler | Feldspieler | Feldspieler | Feldspieler | Feldspieler               |
| Nr.         | Name               | Pos.        | Geburtsdatum  | Sp          | T           | V           | Pkt         | SM          | +/−         | Team                      |
| ----------- | ------------------ | ----------- | ------------- | ----------- | ----------- | ----------- | ----------- | ----------- | ----------- | ------------------------- |
| 11          | Daniel Alfredsson  | F           | 11. Dez. 1972 | 4           | 1           | 4           | 5           | 2           | +4          | Ottawa Senators (NHL)     |
| 20          | Magnus Arvedson    | F           | 25. Nov. 1971 | 4           | 0           | 0           | 0           | 0           | +1          | Ottawa Senators (NHL)     |
| 12          | Per Johan Axelsson | F           | 26. Feb. 1975 | 4           | 0           | 0           | 0           | 2           | −1          | Boston Bruins (NHL)       |
| 22          | Ulf Dahlén         | F           | 21. Jan. 1967 | 4           | 1           | 2           | 3           | 0           | +2          | Washington Capitals (NHL) |
| 96          | Tomas Holmström    | F           | 23. Jan. 1973 | 4           | 1           | 0           | 1           | 2           | −2          | Detroit Red Wings (NHL)   |
| 17          | Mathias Johansson  | F           | 22. Feb. 1974 | 4           | 1           | 0           | 1           | 0           | −2          | Färjestad BK (Elitserien) |
| 3           | Kim Johnsson       | D           | 16. März 1976 | 4           | 1           | 1           | 2           | 0           | −2          | Philadelphia Flyers (NHL) |
| 42          | Jörgen Jönsson     | F           | 29. Sep. 1972 | 4           | 0           | 0           | 0           | 4           | +2          | Färjestad BK (Elitserien) |
| 29          | Kenny Jönsson      | D           | 6. Okt. 1974  | 3           | 1           | 0           | 1           | 2           | +1          | New York Islanders (NHL)  |
| 5           | Nicklas Lidström   | D           | 28. Apr. 1970 | 4           | 1           | 5           | 6           | 0           | +2          | Detroit Red Wings (NHL)   |
| 91          | Markus Näslund     | F           | 30. Juli 1973 | 4           | 2           | 1           | 3           | 0           | +1          | Vancouver Canucks (NHL)   |
| 14          | Mattias Norström   | D           | 2. Jan. 1972  | 4           | 0           | 0           | 0           | 0           | ±0          | Los Angeles Kings (NHL)   |
| 92          | Michael Nylander   | F           | 3. Okt. 1972  | 4           | 1           | 2           | 3           | 0           | +1          | Chicago Blackhawks (NHL)  |
| 2           | Mattias Öhlund     | D           | 9. Sep. 1976  | 4           | 0           | 2           | 2           | 2           | +1          | Vancouver Canucks (NHL)   |
| 4           | Fredrik Olausson   | D           | 5. Okt. 1966  | 4           | 0           | 0           | 0           | 2           | +5          | Detroit Red Wings (NHL)   |
| 10          | Marcus Ragnarsson  | D           | 13. Aug. 1971 | 4           | 0           | 2           | 2           | 2           | +3          | San Jose Sharks (NHL)     |
| 19          | Mikael Renberg     | F           | 5. Mai 1972   | 4           | 1           | 0           | 1           | 4           | +2          | Toronto Maple Leafs (NHL) |
| 13          | Mats Sundin        | F           | 13. Feb. 1971 | 4           | 5           | 4           | 9           | 10          | +4          | Toronto Maple Leafs (NHL) |
| 24          | Niklas Sundström   | F           | 6. Juni 1975  | 4           | 1           | 3           | 4           | 0           | +2          | San Jose Sharks (NHL)     |
| 40          | Henrik Zetterberg  | F           | 9. Okt. 1980  | 4           | 0           | 1           | 1           | 0           | +2          | Timrå IK (Elitserien)     |

| Torhüter | Torhüter         | Torhüter      | Torhüter | Torhüter | Torhüter | Torhüter | Torhüter | Torhüter | Torhüter | Torhüter | Torhüter | Torhüter                     |
| Nr.      | Name             | Geburtsdatum  | Sp       | S        | U        | N        | Min      | GT       | SO       | Sv%      | GTS      | Team                         |
| -------- | ---------------- | ------------- | -------- | -------- | -------- | -------- | -------- | -------- | -------- | -------- | -------- | ---------------------------- |
| 1        | Johan Hedberg    | 5. Mai 1973   | 1        | 1        | 0        | 0        | 60:00    | 1        | 0        | 95,00    | 1,00     | Pittsburgh Penguins (NHL)    |
| 35       | Tommy Salo       | 1. Feb. 1971  | 3        | 2        | 0        | 1        | 179:03   | 7        | 0        | 92,39    | 2,35     | Edmonton Oilers (NHL)        |
| 32       | Mikael Tellqvist | 19. Sep. 1979 | –        | –        | –        | –        | –        | –        | –        | –        | –        | St. John’s Maple Leafs (AHL) |

| Offizielle       | Offizielle | Offizielle     | Offizielle    |
| Funktion         | Nat.       | Name           | Geburtsdatum  |
| ---------------- | ---------- | -------------- | ------------- |
| Cheftrainer      | Schweden   | Hardy Nilsson  | 23. Juni 1947 |
| Assistenztrainer | Schweden   | Mats Waltin    | 7. Okt. 1953  |
| General Manager  | Schweden   | Anders Hedberg | 25. Feb. 1951 |

#### Tschechien
| Feldspieler | Feldspieler     | Feldspieler | Feldspieler   | Feldspieler | Feldspieler | Feldspieler | Feldspieler | Feldspieler | Feldspieler | Feldspieler                  |
| Nr.         | Name            | Pos.        | Geburtsdatum  | Sp          | T           | V           | Pkt         | SM          | +/−         | Team                         |
| ----------- | --------------- | ----------- | ------------- | ----------- | ----------- | ----------- | ----------- | ----------- | ----------- | ---------------------------- |
| 19          | Petr Čajánek    | F           | 18. Aug. 1975 | 4           | 0           | 0           | 0           | 0           | −2          | HC Zlín (Extraliga)          |
| 30          | Jiří Dopita     | F           | 2. Dez. 1968  | 4           | 2           | 2           | 4           | 2           | +3          | Philadelphia Flyers (NHL)    |
| 19          | Radek Dvořák    | F           | 9. März 1977  | 4           | 0           | 0           | 0           | 0           | −3          | New York Rangers (NHL)       |
| 25          | Patrik Eliáš    | F           | 13. Apr. 1976 | 4           | 1           | 1           | 2           | 0           | +3          | New Jersey Devils (NHL)      |
| 4           | Roman Hamrlík   | D           | 12. Apr. 1974 | 4           | 0           | 1           | 1           | 2           | +4          | New York Islanders (NHL)     |
| 9           | Martin Havlát   | F           | 19. Apr. 1981 | 4           | 3           | 1           | 4           | 27          | +1          | Ottawa Senators (NHL)        |
| 24          | Milan Hejduk    | F           | 14. Feb. 1976 | 4           | 1           | 0           | 1           | 0           | −2          | Colorado Avalanche (NHL)     |
| 38          | Jan Hrdina      | F           | 5. Feb. 1976  | 4           | 0           | 0           | 0           | 0           | −1          | Pittsburgh Penguins (NHL)    |
| 68          | Jaromír Jágr    | F           | 15. Feb. 1972 | 4           | 2           | 3           | 5           | 4           | +3          | Washington Capitals (NHL)    |
| 15          | Tomáš Kaberle   | D           | 2. März 1978  | 4           | 0           | 1           | 1           | 2           | −3          | Toronto Maple Leafs (NHL)    |
| 13          | Pavel Kubina    | D           | 15. Apr. 1977 | 4           | 0           | 1           | 1           | 0           | +1          | Tampa Bay Lightning (NHL)    |
| 20          | Robert Lang     | F           | 19. Dez. 1970 | 4           | 1           | 2           | 3           | 2           | +3          | Pittsburgh Penguins (NHL)    |
| 10          | Pavel Patera    | F           | 6. Sep. 1971  | 4           | 0           | 0           | 0           | 2           | −1          | HK Awangard Omsk (Superliga) |
| 21          | Robert Reichel  | F           | 25. Juni 1971 | 4           | 1           | 0           | 1           | 2           | −2          | Toronto Maple Leafs (NHL)    |
| 26          | Martin Ručínský | F           | 11. März 1971 | 4           | 0           | 3           | 3           | 2           | −2          | Dallas Stars (NHL)           |
| 41          | Martin Škoula   | D           | 28. Okt. 1979 | 4           | 0           | 0           | 0           | 0           | +3          | Colorado Avalanche (NHL)     |
| 42          | Richard Šmehlík | D           | 23. Jan. 1970 | 4           | 0           | 0           | 0           | 4           | −3          | Buffalo Sabres (NHL)         |
| 6           | Jaroslav Špaček | D           | 11. Feb. 1974 | 4           | 0           | 0           | 0           | 0           | +1          | Chicago Blackhawks (NHL)     |
| 29          | Michal Sýkora   | D           | 5. Juli 1973  | 4           | 0           | 0           | 0           | 0           | −1          | HC Pardubice (Extraliga)     |
| 17          | Petr Sýkora     | F           | 19. Nov. 1976 | 4           | 1           | 0           | 1           | 0           | +3          | New Jersey Devils (NHL)      |

| Torhüter | Torhüter        | Torhüter      | Torhüter | Torhüter | Torhüter | Torhüter | Torhüter | Torhüter | Torhüter | Torhüter | Torhüter | Torhüter                  |
| Nr.      | Name            | Geburtsdatum  | Sp       | S        | U        | N        | Min      | GT       | SO       | Sv%      | GTS      | Team                      |
| -------- | --------------- | ------------- | -------- | -------- | -------- | -------- | -------- | -------- | -------- | -------- | -------- | ------------------------- |
| 23       | Roman Čechmánek | 3. März 1971  | –        | –        | –        | –        | –        | –        | –        | –        | –        | Philadelphia Flyers (NHL) |
| 39       | Dominik Hašek   | 29. Jan. 1965 | 4        | 1        | 1        | 2        | 239:00   | 8        | 0        | 92,38    | 2,01     | Detroit Red Wings (NHL)   |
| 3        | Milan Hnilička  | 25. Juni 1973 | –        | –        | –        | –        | –        | –        | –        | –        | –        | Atlanta Thrashers (NHL)   |

| Offizielle        | Offizielle | Offizielle              | Offizielle    |
| Funktion          | Nat.       | Name                    | Geburtsdatum  |
| ----------------- | ---------- | ----------------------- | ------------- |
| Cheftrainer       | Tschechien | Josef Augusta           | 24. Nov. 1946 |
| Assistenztrainer  | Tschechien | Vladimír Martinec       | 22. Dez. 1949 |
| Assistenztrainer  | Tschechien | Vladimír Růžička senior | 6. Juni 1963  |
| General Manager   | Tschechien | Ivan Hlinka             | 26. Jan. 1950 |
| Mannschaftsführer | Tschechien | František Černík        | 3. Juni 1953  |

### Gruppe D

#### Finnland
| Feldspieler | Feldspieler      | Feldspieler | Feldspieler   | Feldspieler | Feldspieler | Feldspieler | Feldspieler | Feldspieler | Feldspieler | Feldspieler                |
| Nr.         | Name             | Pos.        | Geburtsdatum  | Sp          | T           | V           | Pkt         | SM          | +/−         | Team                       |
| ----------- | ---------------- | ----------- | ------------- | ----------- | ----------- | ----------- | ----------- | ----------- | ----------- | -------------------------- |
| 41          | Antti Aalto      | F           | 4. März 1975  | 4           | 0           | 0           | 0           | 4           | −3          | Jokerit (SM-liiga)         |
| 7           | Aki-Petteri Berg | D           | 28. Juli 1977 | 4           | 1           | 0           | 1           | 2           | +1          | Toronto Maple Leafs (NHL)  |
| 22          | Mikko Eloranta   | F           | 24. Aug. 1972 | 4           | 2           | 0           | 2           | 2           | ±0          | Los Angeles Kings (NHL)    |
| 16          | Niklas Hagman    | F           | 5. Dez. 1979  | 4           | 1           | 2           | 3           | 0           | ±0          | Florida Panthers (NHL)     |
| 14          | Raimo Helminen   | F           | 11. März 1964 | 4           | 0           | 1           | 1           | 0           | +2          | Tampereen Ilves (SM-liiga) |
| 12          | Olli Jokinen     | F           | 5. Dez. 1978  | 4           | 2           | 1           | 3           | 0           | +4          | Florida Panthers (NHL)     |
| 17          | Tomi Kallio      | F           | 27. Jan. 1977 | 4           | 1           | 2           | 3           | 2           | +3          | Atlanta Thrashers (NHL)    |
| 24          | Sami Kapanen     | F           | 14. Juni 1973 | 4           | 1           | 2           | 3           | 4           | −2          | Carolina Hurricanes (NHL)  |
| 26          | Jere Lehtinen    | F           | 24. Juni 1973 | 4           | 1           | 2           | 3           | 2           | −1          | Dallas Stars (NHL)         |
| 42          | Juha Lind        | F           | 2. Jan. 1974  | 4           | 0           | 0           | 0           | 0           | +1          | Södertälje SK (Elitserien) |
| 21          | Jyrki Lumme      | D           | 16. Juli 1966 | 4           | 0           | 1           | 1           | 0           | +3          | Toronto Maple Leafs (NHL)  |
| 10          | Ville Nieminen   | F           | 6. Apr. 1977  | 4           | 0           | 1           | 1           | 2           | +1          | Colorado Avalanche (NHL)   |
| 44          | Janne Niinimaa   | D           | 22. Mai 1975  | 4           | 0           | 3           | 3           | 2           | +2          | Edmonton Oilers (NHL)      |
| 27          | Teppo Numminen   | D           | 3. Juli 1968  | 4           | 0           | 1           | 1           | 0           | +1          | Phoenix Coyotes (NHL)      |
| 37          | Jarkko Ruutu     | F           | 23. Aug. 1975 | 4           | 0           | 0           | 0           | 4           | +1          | Vancouver Canucks (NHL)    |
| 5           | Sami Salo        | D           | 2. Sep. 1974  | 4           | 0           | 0           | 0           | 0           | −1          | Ottawa Senators (NHL)      |
| 8           | Teemu Selänne    | F           | 3. Juli 1970  | 4           | 3           | 0           | 3           | 2           | ±0          | San Jose Sharks (NHL)      |
| 4           | Kimmo Timonen    | D           | 18. März 1975 | 4           | 0           | 1           | 1           | 2           | −1          | Nashville Predators (NHL)  |
| 6           | Ossi Väänänen    | D           | 18. Aug. 1980 | 2           | 0           | 1           | 1           | 0           | −1          | Phoenix Coyotes (NHL)      |
| 36          | Juha Ylönen      | F           | 13. Feb. 1972 | 4           | 0           | 1           | 1           | 2           | ±0          | Tampa Bay Lightning (NHL)  |

| Torhüter | Torhüter        | Torhüter      | Torhüter | Torhüter | Torhüter | Torhüter | Torhüter | Torhüter | Torhüter | Torhüter | Torhüter | Torhüter                |
| Nr.      | Name            | Geburtsdatum  | Sp       | S        | U        | N        | Min      | GT       | SO       | Sv%      | GTS      | Team                    |
| -------- | --------------- | ------------- | -------- | -------- | -------- | -------- | -------- | -------- | -------- | -------- | -------- | ----------------------- |
| 35       | Jani Hurme      | 7. Jan. 1975  | 3        | 1        | 0        | 2        | 179:10   | 9        | 0        | 90,91    | 3,01     | Ottawa Senators (NHL)   |
| 31       | Jussi Markkanen | 8. Mai 1975   | –        | –        | –        | –        | –        | –        | –        | –        | –        | Edmonton Oilers (NHL)   |
| 30       | Pasi Nurminen   | 17. Dez. 1975 | 1        | 1        | 0        | 0        | 60:00    | 1        | 0        | 95,24    | 1,00     | Atlanta Thrashers (NHL) |

| Offizielle       | Offizielle | Offizielle        | Offizielle    |
| Funktion         | Nat.       | Name              | Geburtsdatum  |
| ---------------- | ---------- | ----------------- | ------------- |
| Cheftrainer      | Finnland   | Hannu Aravirta    | 26. März 1953 |
| Assistenztrainer | Finnland   | Jari Kurri        | 18. Mai 1960  |
| Assistenztrainer | Finnland   | Esko Nokelainen   | 19. März 1947 |
| General Manager  | Finnland   | Heikki Riihiranta | 4. Okt. 1948  |

#### Russland
| Feldspieler | Feldspieler        | Feldspieler | Feldspieler   | Feldspieler | Feldspieler | Feldspieler | Feldspieler | Feldspieler | Feldspieler | Feldspieler                   |
| Nr.         | Name               | Pos.        | Geburtsdatum  | Sp          | T           | V           | Pkt         | SM          | +/−         | Team                          |
| ----------- | ------------------ | ----------- | ------------- | ----------- | ----------- | ----------- | ----------- | ----------- | ----------- | ----------------------------- |
| 61          | Maxim Afinogenow   | F           | 4. Sep. 1979  | 6           | 2           | 2           | 4           | 4           | +2          | Buffalo Sabres (NHL)          |
| 10          | Pawel Bure         | F           | 31. März 1971 | 6           | 2           | 1           | 3           | 8           | +2          | Florida Panthers (NHL)        |
| 20          | Waleri Bure        | F           | 13. Juni 1974 | 6           | 1           | 0           | 1           | 2           | +2          | Florida Panthers (NHL)        |
| 26          | Pawel Dazjuk       | F           | 20. Juli 1978 | 6           | 1           | 2           | 3           | 0           | +4          | Detroit Red Wings (NHL)       |
| 91          | Sergei Fjodorow    | F           | 13. Dez. 1969 | 6           | 2           | 2           | 4           | 4           | +3          | Detroit Red Wings (NHL)       |
| 55          | Sergei Gontschar   | D           | 13. Apr. 1974 | 6           | 0           | 0           | 0           | 2           | ±0          | Washington Capitals (NHL)     |
| 79          | Alexei Jaschin     | F           | 5. Nov. 1973  | 6           | 1           | 1           | 2           | 0           | +1          | New York Islanders (NHL)      |
| 11          | Darius Kasparaitis | D           | 16. Okt. 1972 | 6           | 1           | 0           | 1           | 4           | +3          | Pittsburgh Penguins (NHL)     |
| 27          | Alexei Kowaljow    | F           | 24. Feb. 1973 | 6           | 3           | 1           | 4           | 4           | +6          | Pittsburgh Penguins (NHL)     |
| 71          | Ilja Kowaltschuk   | F           | 15. März 1983 | 6           | 1           | 2           | 3           | 14          | −1          | Atlanta Thrashers (NHL)       |
| 29          | Igor Krawtschuk    | D           | 13. Sep. 1966 | 6           | 0           | 2           | 2           | 0           | −1          | Calgary Flames (NHL)          |
| 12          | Oleg Kwascha       | F           | 26. Juli 1978 | 5           | 0           | 0           | 0           | 0           | +1          | New York Islanders (NHL)      |
| 8           | Igor Larionow      | F           | 3. Dez. 1960  | 6           | 0           | 3           | 3           | 4           | +3          | Detroit Red Wings (NHL)       |
| 23          | Wladimir Malachow  | D           | 30. Aug. 1968 | 6           | 1           | 3           | 4           | 4           | +4          | New York Rangers (NHL)        |
| 5           | Daniil Markow      | D           | 30. Juli 1976 | 5           | 0           | 1           | 1           | 0           | +4          | Phoenix Coyotes (NHL)         |
| 2           | Boris Mironow      | D           | 21. März 1972 | 6           | 1           | 0           | 1           | 2           | +3          | Chicago Blackhawks (NHL)      |
| 33          | Andrei Nikolischin | F           | 25. März 1973 | 6           | 0           | 1           | 1           | 6           | ±0          | Washington Capitals (NHL)     |
| 14          | Sergei Samsonow    | F           | 27. Okt. 1978 | 6           | 1           | 2           | 3           | 4           | +1          | Boston Bruins (NHL)           |
| 13          | Alexei Schamnow    | F           | 1. Okt. 1970  | 6           | 1           | 0           | 1           | 4           | +3          | Chicago Blackhawks (NHL)      |
| 7           | Oleg Twerdowski    | D           | 18. Mai 1976  | 6           | 1           | 1           | 2           | 0           | +5          | Mighty Ducks of Anaheim (NHL) |

| Torhüter | Torhüter           | Torhüter      | Torhüter | Torhüter | Torhüter | Torhüter | Torhüter | Torhüter | Torhüter | Torhüter | Torhüter | Torhüter                         |
| Nr.      | Name               | Geburtsdatum  | Sp       | S        | U        | N        | Min      | GT       | SO       | Sv%      | GTS      | Team                             |
| -------- | ------------------ | ------------- | -------- | -------- | -------- | -------- | -------- | -------- | -------- | -------- | -------- | -------------------------------- |
| 30       | Ilja Brysgalow     | 22. Juni 1980 | –        | –        | –        | –        | –        | –        | –        | –        | –        | Cincinnati Mighty Ducks (AHL)    |
| 35       | Nikolai Chabibulin | 13. Jan. 1973 | 6        | 3        | 1        | 2        | 359:12   | 14       | 1        | 93,00    | 2,34     | Tampa Bay Lightning (NHL)        |
| 31       | Jegor Podomazki    | 22. Nov. 1976 | –        | –        | –        | –        | –        | –        | –        | –        | –        | Lokomotive Jaroslawl (Superliga) |

| Offizielle                  | Offizielle | Offizielle            | Offizielle    |
| Funktion                    | Nat.       | Name                  | Geburtsdatum  |
| --------------------------- | ---------- | --------------------- | ------------- |
| Cheftrainer/General Manager | Russland   | Wjatscheslaw Fetissow | 20. Apr. 1958 |
| Assistenztrainer            | Russland   | Wladimir Jursinow     | 20. Feb. 1940 |
| Assistenztrainer            | Russland   | Wladislaw Tretjak     | 25. Apr. 1952 |
| Mannschaftsführer           | Russland   | Alexander Steblin     | 16. Mai 1948  |

#### Vereinigte Staaten
| Feldspieler | Feldspieler    | Feldspieler | Feldspieler   | Feldspieler | Feldspieler | Feldspieler | Feldspieler | Feldspieler | Feldspieler | Feldspieler               |
| Nr.         | Name           | Pos.        | Geburtsdatum  | Sp          | T           | V           | Pkt         | SM          | +/−         | Team                      |
| ----------- | -------------- | ----------- | ------------- | ----------- | ----------- | ----------- | ----------- | ----------- | ----------- | ------------------------- |
| 11          | Tony Amonte    | F           | 2. Aug. 1970  | 6           | 2           | 2           | 4           | 0           | +4          | Chicago Blackhawks (NHL)  |
| 24          | Chris Chelios  | D           | 25. Jan. 1962 | 6           | 1           | 0           | 1           | 4           | +6          | Detroit Red Wings (NHL)   |
| 28          | Adam Deadmarsh | F           | 10. Mai 1975  | 6           | 1           | 1           | 2           | 2           | +3          | Los Angeles Kings (NHL)   |
| 18          | Chris Drury    | F           | 20. Aug. 1976 | 6           | 0           | 0           | 0           | 0           | +2          | Colorado Avalanche (NHL)  |
| 13          | Bill Guerin    | F           | 9. Nov. 1970  | 6           | 4           | 0           | 4           | 4           | +1          | Boston Bruins (NHL)       |
| 6           | Phil Housley   | D           | 9. März 1964  | 6           | 1           | 4           | 5           | 0           | +5          | Chicago Blackhawks (NHL)  |
| 16          | Brett Hull     | F           | 9. Aug. 1964  | 6           | 3           | 5           | 8           | 6           | +4          | Detroit Red Wings (NHL)   |
| 10          | John LeClair   | F           | 5. Juli 1969  | 6           | 6           | 1           | 7           | 2           | +2          | Philadelphia Flyers (NHL) |
| 2           | Brian Leetch   | D           | 3. März 1968  | 6           | 0           | 5           | 5           | 0           | +2          | New York Rangers (NHL)    |
| 33          | Aaron Miller   | D           | 11. Aug. 1971 | 6           | 0           | 0           | 0           | 4           | ±0          | Los Angeles Kings (NHL)   |
| 9           | Mike Modano    | F           | 6. Juli 1970  | 6           | 0           | 6           | 6           | 4           | +2          | Dallas Stars (NHL)        |
| 5           | Tom Poti       | D           | 22. März 1977 | 6           | 0           | 1           | 1           | 4           | +2          | Edmonton Oilers (NHL)     |
| 3           | Brian Rafalski | D           | 28. Sep. 1973 | 6           | 1           | 2           | 3           | 2           | +4          | New Jersey Devils (NHL)   |
| 97          | Jeremy Roenick | F           | 17. Jan. 1970 | 6           | 1           | 4           | 5           | 2           | +2          | Philadelphia Flyers (NHL) |
| 12          | Brian Rolston  | F           | 21. Feb. 1973 | 6           | 0           | 3           | 3           | 0           | +3          | Boston Bruins (NHL)       |
| 20          | Gary Suter     | D           | 24. Juni 1964 | 6           | 0           | 1           | 1           | 4           | +3          | San Jose Sharks (NHL)     |
| 7           | Keith Tkachuk  | F           | 28. März 1972 | 5           | 2           | 0           | 2           | 2           | +2          | St. Louis Blues (NHL)     |
| 39          | Doug Weight    | F           | 21. Jan. 1971 | 6           | 0           | 3           | 3           | 4           | +2          | St. Louis Blues (NHL)     |
| 61          | Mike York      | F           | 3. Jan. 1978  | 6           | 0           | 1           | 1           | 0           | +3          | New York Rangers (NHL)    |
| 48          | Scott Young    | F           | 1. Okt. 1967  | 6           | 4           | 0           | 4           | 2           | +2          | St. Louis Blues (NHL)     |

| Torhüter | Torhüter     | Torhüter      | Torhüter | Torhüter | Torhüter | Torhüter | Torhüter | Torhüter | Torhüter | Torhüter | Torhüter | Torhüter                  |
| Nr.      | Name         | Geburtsdatum  | Sp       | S        | U        | N        | Min      | GT       | SO       | Sv%      | GTS      | Team                      |
| -------- | ------------ | ------------- | -------- | -------- | -------- | -------- | -------- | -------- | -------- | -------- | -------- | ------------------------- |
| 30       | Tom Barrasso | 31. März 1965 | 1        | 1        | 0        | 0        | 60:00    | 1        | 0        | 92,31    | 1,00     | Carolina Hurricanes (NHL) |
| 1        | Mike Dunham  | 1. Juni 1972  | 1        | 1        | 0        | 0        | 60:00    | 0        | 1        | 100,00   | 0,00     | Nashville Predators (NHL) |
| 35       | Mike Richter | 22. Sep. 1966 | 4        | 2        | 1        | 1        | 240:00   | 9        | 1        | 93,18    | 2,25     | New York Rangers (NHL)    |

| Offizielle        | Offizielle         | Offizielle    | Offizielle    |
| Funktion          | Nat.               | Name          | Geburtsdatum  |
| ----------------- | ------------------ | ------------- | ------------- |
| Cheftrainer       | Vereinigte Staaten | Herb Brooks   | 5. Aug. 1937  |
| Assistenztrainer  | Vereinigte Staaten | John Cunniff  | 9. Juli 1944  |
| Assistenztrainer  | Vereinigte Staaten | Lou Vairo     | 25. Feb. 1945 |
| General Manager   | Vereinigte Staaten | Craig Patrick | 20. Mai 1946  |
| General Manager   | Vereinigte Staaten | Larry Pleau   | 29. Juni 1947 |
| Mannschaftsführer | Vereinigte Staaten | Jim Johannson | 10. März 1964 |